# Sojabønne
Sojabønne, Soja hispida eller Glycine max, er en enårig urt af ærteblomstfamilien som stammer fra Østasien. I 2010 var USA det største sojabønneproducerende land i verden.[kilde mangler]

## Verdensproduktion
| Top 10 producenter af sojabønner 2018 | Top 10 producenter af sojabønner 2018 |
| Land                                  | Produktion (Ton)                      |
| ------------------------------------- | ------------------------------------- |
| USA                                   | 123.664.230                           |
| Brasilien                             | 117.887.672                           |
| Argentina                             | 37.787.927                            |
| Kina                                  | 14.189.217                            |
| Indien                                | 13.786.000                            |
| Paraguay                              | 11.045.971                            |
| Canada                                | 7.266.600                             |
| Ukraine                               | 4.460.770                             |
| Rusland                               | 4.026.850                             |
| Bolivia                               | 2.942.131                             |

## Historie
Fra gammel tid har soja været et af de vigtigste næringsmidler i Asien; bønnen dyrkes nu også i Sydeuropa og Amerika. 

## Anvendelse
Af de olieholdige frø, sojabønnerne, presses sojaolie, som anvendes til fremstilling af bl.a. margarine og sæbe. 
Resterne fra presningen anvendes i kraftfoderkager, sojakager, og i sojamel. Af de kogte bønner fremstilles bl.a. sojamælk, tofu, yuba og i en krydderisovs, sojasovs (også kaldet shoyu og tamari).
Yderligere er sojabønnen blevet en meget populær spise på sushirestauranter, i form af misosuppe, 
Edamame er en tilberedning af umodne sojabønner, der bruges i det japanske, kinesiske og hawaiianske køkken. Bælgene koges let eller dampes og serveres eventuelt med salt.

## Indholdet af flavoner
Det er påvist, at sojabønner og produkter, der er lavet på basis af sojabønner indeholder følgende 12 flavoner (nærmere betegnet: isoflavonoider), fordelt på fire kemiske typer: aglycon (daidzein, genistein og glycitein), glucosid (daidzin, genistin og glycitin), acetylglucosid (acetyldaidzin, acetylgenistin og acetylglycitin) samt malonylglucosid (malonyldaidzin, malonylgenistin og malonylglycitin). Mens de har påviselige, gunstige virkninger på mennesker, udgør de også en risiko i forbindelse med brystkræft, da de har østrogenlignende virkninger i organismen